# 柿崎繁
柿崎 繁（かきざき しげる、1949年 - ）は、日本の経済学者。明治大学名誉教授。元明治大学商学部教授。理論経済学・現代資本主義論を課題とする。北海道出身。戦前講座派の巨頭である山田盛太郎の理論の継承者である南克己に師事した。

## 略歴
- 1965年 函館ラ・サール高等学校卒業[1]
- 1975年 早稲田大学教育学部社会科学専修社会科卒業[2]
- 1979年 法政大学大学院社会科学科経済学専攻修士課程修了
- 1985年 法政大学大学院社会科学科経済学専攻博士課程単位取得満期退学
- 1985年 法政大学経済学部 非常勤講師
- 1988年 明治大学商学部 専任講師
- 1991年 明治大学商学部 専任助教授
- 1996年 慶応義塾大学経済学部 客員教授
- 1997年 明治大学商学部 専任教授
- 2007年 ヨーク・セント・ジョン大学（英語版） 客員教授
- 2016年3月25日 明治大学より博士（経済学）学位取得[3]
- 2020年 明治大学名誉教授[4]

## 著書
- グローバリゼーションと東アジア経済 大月書店（共著）
- 長期不況と産業構造転換 大月書店（共著）
- 危機における現代経済の諸相 八朔社（編著）